# Nowa Cerkiew (powiat nowodworski)
Nowa Cerkiew – wieś w Polsce położona w województwie pomorskim, w powiecie nowodworskim, w gminie Ostaszewo na obszarze Żuław Wiślanych. Wieś znajduje się na szlaku Żuławskiej Kolei Dojazdowej.
Wieś królewska położona była w II połowie XVI wieku w województwie malborskim. W latach 1975–1998 miejscowość należała administracyjnie do województwa elbląskiego.

## Zabytki
Według rejestru zabytków NID na listę zabytków wpisane są:
- kościół parafialny pw. św. Marcina, nr rej.: A-1234 z 15.07.1988
- cmentarz przykościelny, nr rej.: j.w.
- dom podcieniowy nr 12/13 (d.15/16), 1820, XX, nr rej.: 610 z 21.12.1972
- zagroda nr 28/29 (d.17), 1839, 2 poł. XIX, nr rej.: A-733 z 21.12.1972: drewniano-szachulcowe dom i spichlerz.